# Deklination (Grammatik)
Die Deklination (von lateinisch declinare ‚beugen‘) in der Grammatik einer Sprache ist eine Unterabteilung der Flexion oder Beugung, also der Bildung von Wortformen. Als Deklination bezeichnet man die Flexion der nominalen Wortarten (im weitesten Sinne): Substantiv (Hauptwort), Adjektiv (Eigenschaftswort, Beiwort), Pronomen (Fürwort), Numerale (Zahlwort) und Artikel (Geschlechtswort, Begleiter).
Häufige Deklinationsmerkmale, die z. B. auch im Deutschen vorkommen, sind Kasus (Fall), Numerus (Zahl) und Genus (Geschlecht). Nicht jede Sprache verwendet aber dieselben Kategorien in der Deklination oder bildet überhaupt Deklinationsformen. Das Erscheinen von Deklinationsformen wird durch die Rolle des jeweiligen Ausdrucks im Satz ausgelöst (siehe Grammatische Funktion), teilweise auch durch die auszudrückende Bedeutung (wie etwa bei Einzahl/Mehrzahl des Substantivs oder, in anderer Weise, beim Adverbialkasus).
Deklination in diesem Sinn ist der Gegenbegriff zu Konjugation – der Formenbildung von Verben. Verbformen können auch das Merkmal Numerus ausdrücken und in manchen Sprachen bilden auch Verben Genus-Formen (v. a. zur Anpassung an Numerus/Genus des Subjekts); in diesem Fall zählen diese Merkmale dann zur Konjugation.
Eine zweite Bedeutung des Wortes Deklination ist Deklinationsklasse (etwa wenn in der Lateingrammatik von einem „Substantiv der o-Deklination“ die Rede ist). Diese Bedeutung stammt daher, dass eine Sprache unterschiedliche Wörter nach verschiedenen Schemata beugen kann, in diesem Sinn hat sie dann mehrere Deklinationen.
Wörter, die nicht dekliniert werden können, werden auch als indeklinabel bezeichnet. Dies spielt in Sprachen eine Rolle, die eigentlich sonst Deklinationsformen bilden; beispielsweise wird im Russischen das Wort кино („Kino“) nicht dekliniert, im Unterschied zu den anderen russischen Neutra auf -o. Im Deutschen trifft dies auf einige Farbadjektive zu, z. B. rosa.

## Beispiel für die deutsche Sprache
| Kasus     | Singular          | Plural            |
| --------- | ----------------- | ----------------- |
| Nominativ | der bunte Ball    | die bunten Bälle  |
| Genitiv   | des bunten Balles | der bunten Bälle  |
| Dativ     | dem bunten Ball   | den bunten Bällen |
| Akkusativ | den bunten Ball   | die bunten Bälle  |